# Liste des longs métrages irlandais proposés à l'Oscar du meilleur film international
Cet article présente la liste des longs métrages irlandais proposés à l'Oscar du meilleur film international.

## Films proposés par l'Irlande
| Année (cérémonie) | Titre français           | Titre original          | Langue(s)          | Réalisateur                         | Résultat       |
| ----------------- | ------------------------ | ----------------------- | ------------------ | ----------------------------------- | -------------- |
| 2007 (80e)        | Kings (ga)               | Kings (ga)              | irlandais, anglais | Tommy Collins (en)                  | Non nommé      |
| 2011 (84e)        | As If I Am Not There     | Као да ме нема          | serbo-croate       | Juanita Wilson (en)                 | Non nommé      |
| 2014 (87e)        | An Bronntanas (gl)       | An Bronntanas (gl)      | irlandais          | Tommy Collins (en)                  | Non nommé      |
| 2015 (88e)        | Viva                     | Viva                    | espagnol           | Paddy Breathnach                    | Présélectionné |
| 2017 (90e)        | Le Chant du granite (ga) | Song of Granite         | irlandais, anglais | Pat Collins                         | Non nommé      |
| 2019 (92e)        | Gaza (ga)                | غزة                     | arabe              | Garry Keane, Andrew McConnell       | Non nommé      |
| 2020 (93e)        | Arracht (ga)             | Arracht (ga)            | irlandais          | Tom Sullivan                        | Non nommé      |
| 2021 (94e)        | Foscadh (gl)             | Foscaḋ                  | irlandais          | Seán Breathnach                     | Non nommé      |
| 2022 (95e)        | The Quiet Girl           | An Cailín Ciúin         | irlandais          | Colm Bairéad                        | Nommé          |
| 2023 (96e)        | Les Ombres de Beyrouth   | In the Shadow of Beirut | irlandais          | Stephen Gerard Kelly et Garry Keane | Non nommé      |